# Pierre Guigma
Pierre Romuald Guigma († 15. April 2015) war ein Fußballfunktionär aus dem westafrikanischen Staat Burkina Faso.
Guigma fungierte zur Zeit der Herrschaft Thomas Sankaras von 1985 bis 1986 als Präsident des nationalen Fußballverbandes Fédération Burkinabè de Football (FBF). Außerdem war er Vizepräsident des westafrikanischen Verbandes (WAFU-UFOA).